# Taylor Ball
Taylor Ball (* 28. Dezember 1987 in San Antonio, Texas) ist ein US-amerikanischer Schauspieler.

## Leben und Wirken
Taylor Ball wuchs in Granbury, Texas auf und besuchte dort die Schule, arbeitete als Model und Synchronsprecher und übernahm Werbeaufträge. Der Durchbruch gelang ihm in der Rolle des Brian 
Miller in der Sitcom Still Standing, die 2002 auf Sendung ging.
Nach Beendigung der Schule zog er nach Los Angeles – Studio City in Kalifornien.

## Filmografie
- 1998: Walker, Texas Ranger (Fernsehserie, Folge 8x05)
- 2002: Special (Kurzfilm)
- 2005: Unscripted (Fernsehserie, Folge 1x05, 1x08)
- 2002–2006: Still Standing (Fernsehserie, 87 Folgen)
- 2003: Eddies Große Entscheidung (Fernsehfilm)
- 2015: Aliment (Kurzfilm)